# Oegoconia apatemella
Oegoconia apatemella är en fjärilsart som beskrevs av Hans Georg Amsel 1958. Oegoconia apatemella ingår i släktet Oegoconia och familjen Symmocidae. Inga underarter finns listade i Catalogue of Life.